# Aristide Cavaillé-Coll
Aristide Cavaillé-Coll (4 de febrero de 1811 en Montpellier, Francia - 13 de octubre de 1899 en París, Francia) fue un organero francés, y es considerado uno de los fabricantes más importantes del siglo XIX. En sus obras combinaba tanto la técnica como la estética. Se estima que Cavaillé-Coll, en colaboración con su padre y su hermano, produjo entre 450 a 500 órganos hasta el año 1849, en 32 países, lo que confirma su influencia mucho más allá de su Francia natal. En París, los órganos Cavaillé-Coll están presentes en la Catedral de Notre Dame, la Basílica de Saint-Denis, las iglesias de San Roque, Madeleine, San Sulpicio y Notre-Dame-d’Auteuil, así como la Catedral Americana de la Santísima Trinidad.
Realizó algunas innovaciones en el campo de la fabricación de órganos, creando las guías para profesionales que mucho influyeron en la fabricación de estos instrumentos en el siglo siglo XX. Fue pionero en 1841 en la utilización de la leva Barker, un mecanismo que aprovecha la presión del aire que alimenta los tubos, para favorecer el accionamiento de las teclas. Lo incorporó en su primer gran órgano, el de la Iglesia de Saint Denis, en París, Francia. La leva Barker fue uno de los primeros casos de uso de un servomecanismo en el mundo de los instrumentos musicales. 
La revolución francesa había relegado a la Iglesia a un segundo plano, durante en los primeros cuarenta años del siglo XIX no hubo organistas que diesen continuidad y evolución a la música de órgano. El órgano de San Denis fue unos de los primeros que destacaba tras aquel lapsus de tiempo, siendo más bien un instrumento experimental, sin que participara ningún organista que aplicase innovaciones desde el punto de vista de la música. Transcurrido el tiempo, con la llegada de nuevos organistas -lo que repercutió en la natural sinergia entre constructor y ejecutante- Cavaillé Coll pudo ir perfeccionando sus instrumentos. Su intención última era que estos tuviesen los mismos recursos sonoros que una orquesta sinfónica, de aquí la denominación "órgano sinfónico". Llegó a construir obras maestras del instrumento, tales como el órgano de la catedral abacial de St. Ouen, en Ruan, o el de San Sulpice en París. Cavaillé-Coll era uno más del Orgelbewegung, un movimiento de fabricantes de órganos que proponía la vuelta a un diseño más barroco. Fue autor de varios artículos y libros científicos acerca de los órganos. También diseñó algunos instrumentos derivados del órgano.

[...] la libertad de mezclar timbres, la manera de intensificarlos o templarlos gradualmente, la libertad de tempos, la seguridad de los ataques, el equilibrio de contrastes y, finalmente, una floración de maravillosos colores: una rica paleta de los más diversos matices: flautas armónicas, gambas, fagotes, trompas inglesas, trompetas, celestas, registros de tubo y de lengüeta de una calidad y variedad desconocidas hasta entonces.
Charles-Marie Widor.

## Biografía

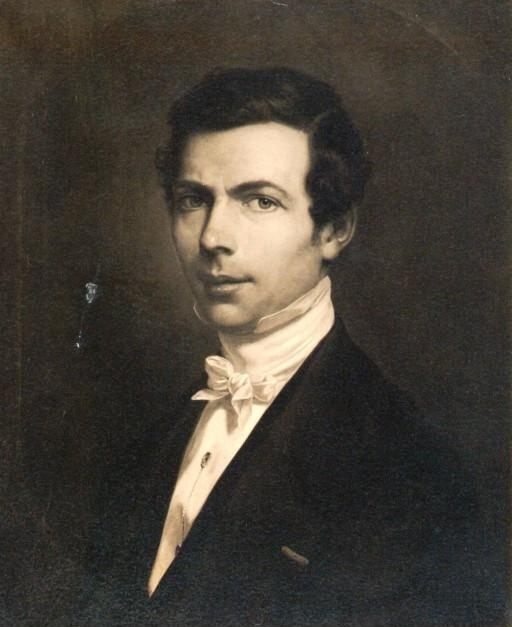
Aristide Cavaillé-Coll con 25 años de edad.

Cavaillé-Coll nació el 4 de febrero de 1811 en Montpellier, Francia, en una familia de fabricantes de órganos en la que pronto demostró cualidades para la mecánica. Cuando tenía once años de edad ya trabajaba junto a su padre y dos hermanos en el taller de construcción de órganos familiar de Toulouse, con pequeñas herramientas adaptadas para su corta edad, y a los catorce ya era aprendiz. De joven comenzó a estudiar con matemáticos locales de forma autodidacta. A los veintidós años de edad ganó un concurso por la fabricación de una sierra circular.
La Revolución francesa había relegado el papel y poder que tenía la iglesia, mientras que muchos órganos históricos fueron destruidos o bien por ser un instrumento muy ligado a las practicas religiosas, como también para fundir sus tubos y fabricar municiones para las diferente contiendas. Posteriormente no se construyeron nuevos órgano ni se escribió música para el mismo. En 1820 comenzó una política de reconstrucción de órganos con una fuerte inversión por parte del Estado francés, pero los primeros organeros franceses construyeron instrumentos de muy mala calidad.
En 1829 fue enviado solo a Lérida, España, para completar un órgano a medio construir. Fue la primera vez que tuvo la libertad de mostrar sus cualidades en la construcción de instrumentos, y la finalización del órgano se consideró un triunfo, especialmente la inclusión de la novedosa caja swell, que permite al organista crear crescendos y decrescendos de tono. De regreso en Toulouse, conoció al compositor italiano Gioachino Rossini, quien había huido de la ciudad debido a un brote de cólera. Rossini buscaba un órgano para una producción de ópera y se contactó con Cavaillé-Coll, quien le ofreció uno de sus propios inventos, un poikilorgue, precursor del armonio utilizado en salones y teatros. Rossini quedó impresionado por el instrumento, y convenció a Cavaillé-Coll para que se mudara a París, donde construiría varios órganos, además entregó cartas de presentación que pusieron a Cavaillé-Coll en contacto con todos los empresarios culturales de la capital. Gracias a uno de esos contactos, pocos días después de su llegada en 1833, se enteró de un prestigioso proyecto para diseñar un órgano para la Basílica de Saint-Denis, el plazo de licitación finalizaba en tres días. Cavaillé-Coll se dirigió rápidamente al lugar y elaboró un plano justo antes de la fecha límite y alcanzó a presentar su propuesta, que fue aceptada por encima de los demás grandes órganos, las innovaciones de su diseño habían impresionado a los grandes constructores. Para el órgano de Saint Denis, Cavaillé-Coll rediseñó el fuelle, que consideraba el elemento más importante de la construcción de órganos. Aquellos tubos de frecuencias más altas necesitan mayor presión de aire, entonces construyó bloques de fuelles de diferentes tamaños conectados a los diferentes rangos de tubos, quedando así la caja de viento dividida. Las presiones más altas de los nuevos fuelles eran percibidas directamente por el organista a través de los dedos, ya que esta presión, ejercía fuerza sobre la válvula haciendo más difícil abrirla cuando se presionaba la tecla del manual, algunos órganos se volvieron físicamente difíciles de tocar. Para solucionar este problema incluyó un nuevo invento británico, las levas Barker, que permitían compensar la presión sobre las teclas. Un pequeño fuelle, llamado neumático, se infla mediante el suministro de aire del órgano y se coloca debajo de cada tubo para vencer la resistencia de las válvulas. De esta manera, se pueden tocar órganos más potentes y con mayor volumen con la mano humana.
Los cambios que Cavaillé-Coll introdujo en la mecánica de los órganos otorgaron al instrumento un alcance enormemente ampliado, lo que transformó por completo la construcción de los mismos. Los cambios hechos por él se los ha comparado con la evolución del clavicordio al piano. Cuando se habla de su dotes se ponía especial énfasis no solo en sus invenciones mecánicas, sino en su calibre para crear los sonidos característicos de sus instrumentos que fueron tan valorados en su tiempo y lo son aún en los órganos que perduraron. En 1862 construyó el órgano de San Sulpicio para una gran iglesia con un seminario anexo, que difiere enormemente del sonido del órgano reconstruido en la Catedral de Notre Dame de París, terminado seis años después. En el primero, buscó la sutileza y la flexibilidad, sabiendo que se utilizaría para una amplia variedad de servicios. Notre Dame era la catedral nacional, por lo que creó un estilo mucho más grande e imponente, cabe destacar que desde entonces, el órgano ha sido reconstruido significativamente a partir de su diseño original. Existió una minoría de críticos que argumentaron que los órgano "órganos sonaban demasiado profanos, eran ostentosos y carecían de profundidad", lo cierto es que los organistas y compositores se encontraron con nuevos instrumentos que ofrecían ricas cualidades, los jóvenes músicos comenzaron a responder a las nuevas posibilidades con un nuevo tipo de música. Un ejemplo fue la "Toccata" de la Quinta Sinfonía de Charles-Marie Widor, quien se convirtió en organista de St. Sulpice en 1870. Entre otros compositores que adaptaron su obra a la enorme versatilidad sonora disponible en los nuevos órganos se encuentran César Franck, Camille Saint-Saëns y Louis Vierne, éste último dijo al respecto sobre una nueva forma de composición organistica que se estaba llevando a cabo gracias a los cambios intrucucidos por Cavaillé-Coll:

Pero desde que Cavaillé-Coll dotó al órgano de brillantes mejoras mecánicas que lo convirtieron en un instrumento moderno, el estilo de la literatura organística ha seguido este progreso y la «sinfonía» para órgano ha hecho su aparición.
Louis Vierne.

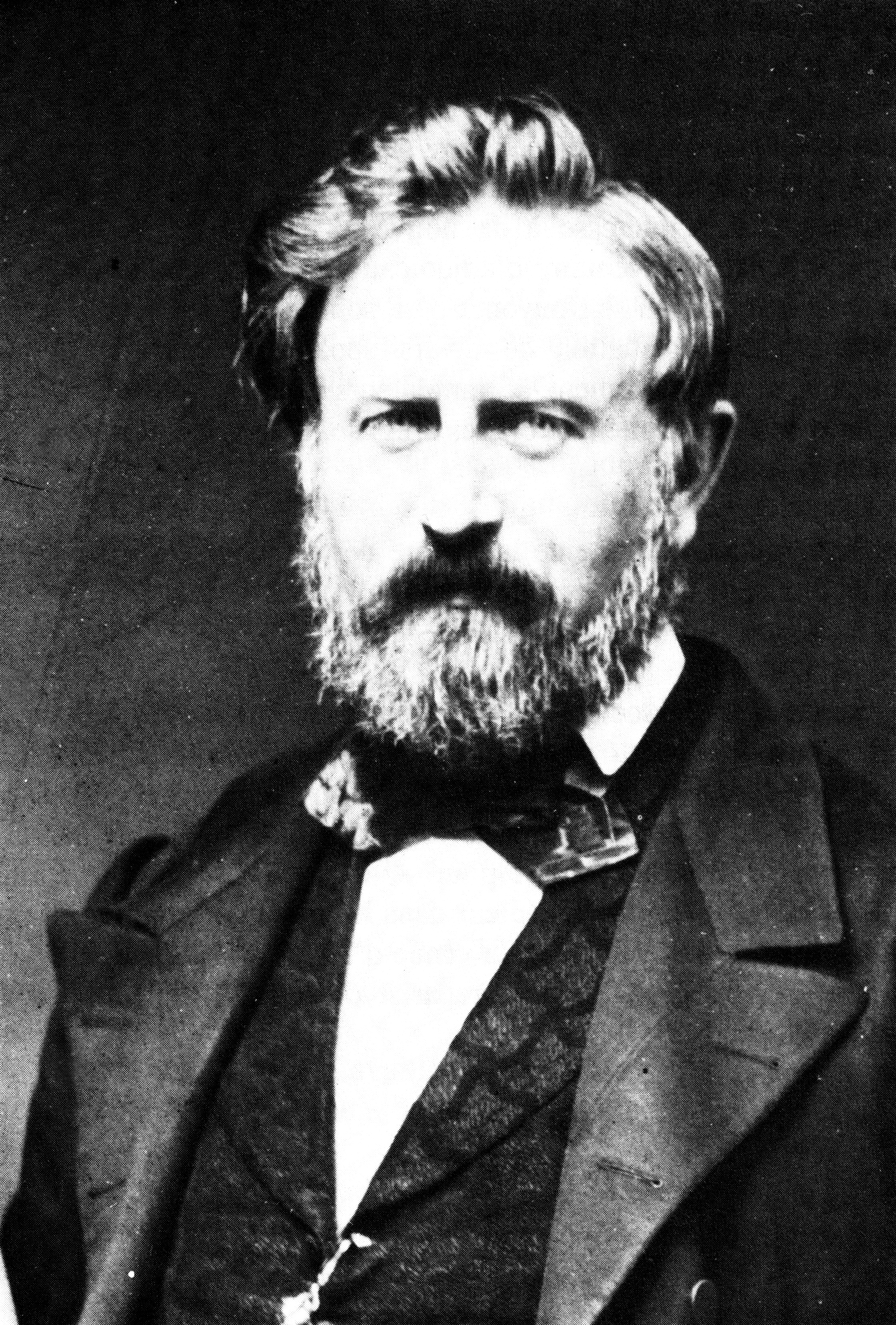
Cavaillé-Cool en 1865.

Cuando los fundadores de la Santísima Trinidad buscaron un órgano en 1886, recurrieron a Cavaillé-Coll. El contacto de ciertos círculos estadounidenses con la élite social parisina hizo que muchas personas escucharan los órganos de Cavaillé-Coll en las casas de sus amigos y familiares. Fue el caso de Winnaretta Singer, princesa de Polignac, mecenas de músicos nacida en Estados Unidos, instaló un órgano Cavaillé-Coll en su casa. Ella y su hermano Mortimer, feligrés de la Santísima Trinidad y conocido de Cavaillé-Coll, se encontraban entre los hijos de Isaac Merritt Singer, famoso por su máquina de coser. En la década de 1920, compositores estadounidenses como Melville Smith, Aaron Copland, Elliott Carter, Walter Piston y Virgil Thomson escucharon el órgano Mutin-Cavaillé Coll de 1905 de la compositora Nadia Boulanger mientras estudiaban en su casa de París. Se dedicó a la construcción de órganos desde 1829 hasta su muerte en 1899, con una pequeña pausa durante 1870 como consecuencia de la Guerra franco-prusiana. Se había consolidado como el organero más destacado de Francia con trabajos como los de la Basílica de Saint-Denis (1841) y Iglesia de la Madeleine (1846), pero su período más prolífico llegó durante el reinado de Napoleón III y su prefecto, el barón Haussmann. Completó los órganos de San Vicente de Paúl (1852), Santa Clotilde (1858), San Sulpicio (1862), la Catedral de Notre Dame (1867) y Santa Trinidad (1869) durante ese período.
Ante el inconformismo con las nuevas reformas del órgano de la Iglesia de San Sulpicio, en 1855 encargaron a Cavaillé-Coll una nueva reforma del instrumento. Se reutiliazron 40 rangos de los tubos ya instalados por Clicquot. Incluso reutilizó algunas cajas de viento. A todo esto, Cavaillé-Coll añadió registros armónicos, gambas y lengüetas. El resultado fue uno de los tres órganos más grandes de toda Europa en aquel entonces. El órgano contaba ahora con 134 rangos en 100 registros, con una consola inusual, curvada y con varias terrazas, de cinco manuales y pedalera, y utiliza una máquina Barker para controlar el mecanismo de los registros. Esta última innovación permite memorizar la registración, además de los preparados con el sistema de caja de doble paleta. También conservó siete cajas de viento, pero las transformó para proporcionar un segundo juego de paletas y optimizar el suministro de aire a los tubos. Del instrumento de Callinet conservó también la trompeta en chamade, algunos fagotes y los rangos de lengüetas libres. También conservó la leva general Barker que ahora sirve a la división Récit. Se reconstruyó todo el mecanismo, al igual que el sistema de suministro y generación de aire. Cada división contaba con una leva Barker independiente. Una leva Barker general se encarga de los acopladores. Cavaillé-Coll tuvo la idea de utilizar una leva Barker de doble acción para mover los deslizadores. Al utilizar la acción Barker para los registros, también introdujo uno de los primeros ejemplos de memoria mecánica jamás construidos.

### Venta y vida posterior de la firma
Luego de años con dificultades financieras en su firma, Cavaillé-Coll vendió su empresa a un estudiante y antiguo colaborador, quien anteriormente había abierto su propio taller en Normandía, Charles Mutin adquirió la empresa el 18 de junio de 1898. Años después, en la década de 1900, Mutin añadió su nombre a los nuevos órganos, quedando así como "Mutin-Cavaillé-Coll". Mutin logró sanear con éxito las cuentas de la compañía, y construyó varios cientos de instrumentos.
Mutin no tuvo la misma perspicacia comercial que su antecesor, aunque había saneado positivamente a la firma, a menudo dependiendo del presupuesto empleado, ciertos aspectos en función de ello podía variar en el resultado final del instrumento, en particular su fineza tonal, esto provocó apreciaciones negativas, y trajo alteraciones en los órganos por parte de las generaciones posteriores.
El 19 de marzo de 1924 Mutin se jubiló y cedió la empresa a Auguste Convers, de Lyon quién dirigió la firma hasta principios de la década de 1930, cuando varios nuevos propietarios, incluyendo la compañía de pianos Pleyel, se sucedieron, erosionando significativamente la producción y el prestigio de la empresa. La Segunda Guerra Mundial hizo que la empresa ya debilitada terminará desapareciendo.  Las tradiciones de la centenaria firma se perpetuaron, pero por artesanos individuales que se enfrentaban a normas estilísticas cada vez más antitéticas.

## Órganos

### Argentina
Buenos Aires

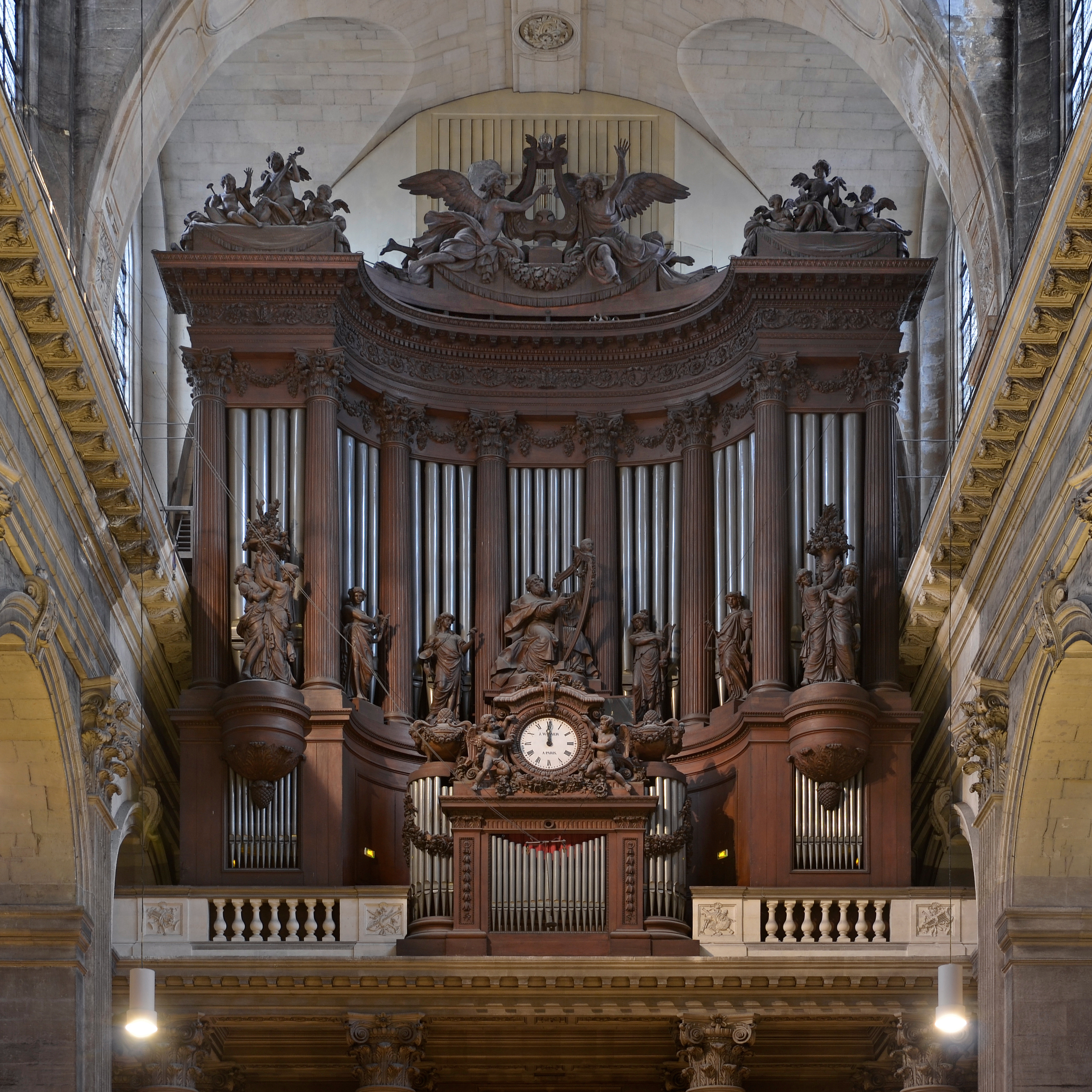
El Órgano de la Iglesia de San Sulpicio con 102 registros y 6778 tubos, es el más grande construido por Cavaillé-Coll.

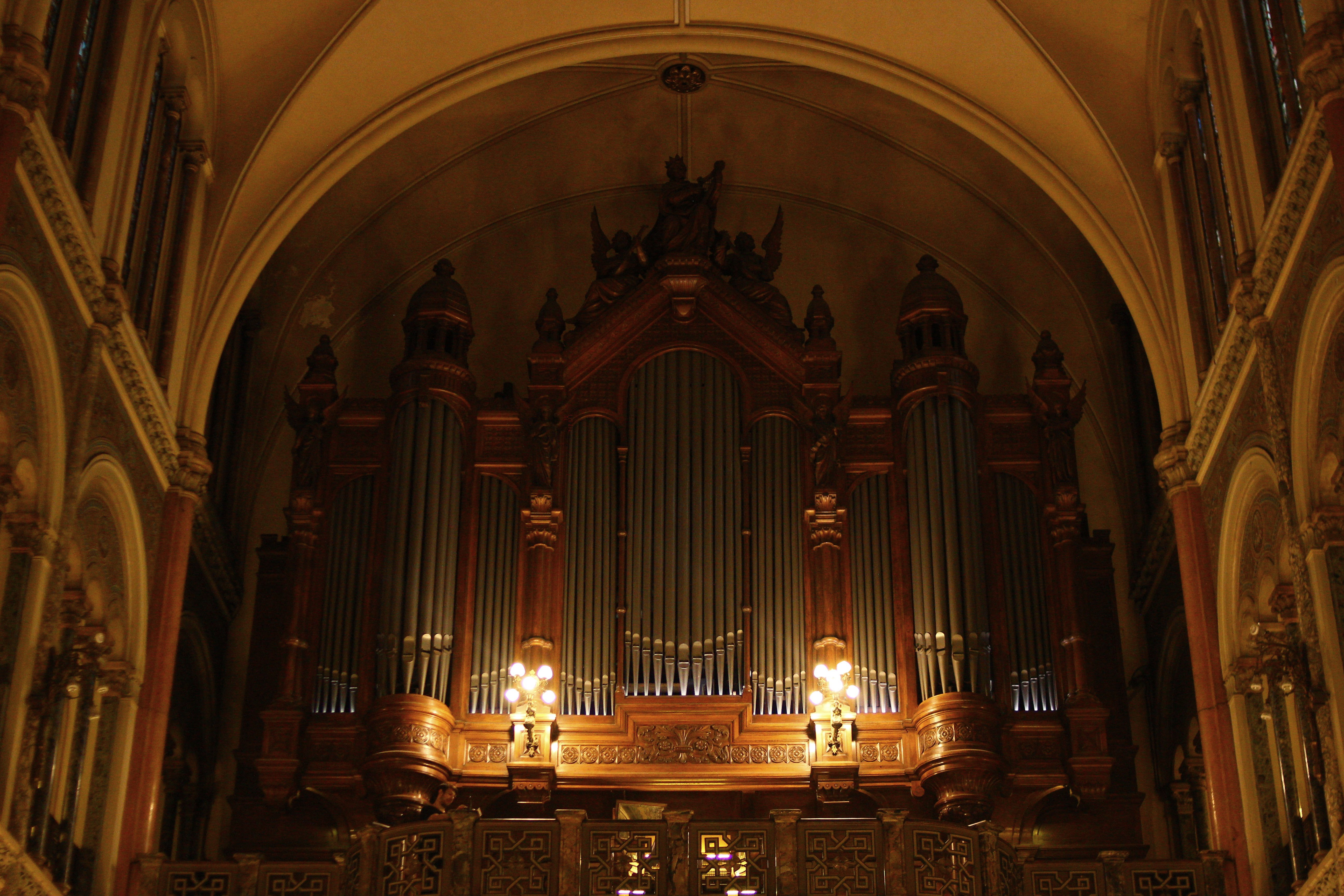
El órgano Mutin-Cavaillé-Coll de la Basílica del Santísimo Sacramento en Buenos Aires, Argentina, con 74 registros y 4980 tubos es el más grande instalado fuera de Francia.

- Basílica del Santísimo Sacramento (1912), es el Cavaillé-Coll más grande instalado fuera de Francia.
- Iglesia de San Juan Bautista (ca. 1920)
- Basílica del Sagrado Corazón de Jesús (ca. 1906)
- Basílica de San Nicolás de Bari (órgano principal) (fecha incierta de construcción)
- Basílica de San Nicolás de Bari (órgano de la cripta)
- Capilla de la "Casa de la empleada"
- Capilla del Colegio La Salle Buenos Aires (1926)
- Convento de San Francisco
- Parroquia de "Nuestra Señora del Valle"
- Parroquia de "San Martín de Tours" (ca. 1910)
- Parroquia de "San Cristóbal"

Provincia de Buenos Aires
- Basílica de Nuestra Señora de Luján (ca. 1908)
- Catedral de San Isidro (1906)
- Catedral "Jesús Amoroso" (San Martín)[8]
- Parroquia San Cristóbal[8]
- Parroquia de "Nuestra Señora de Aránzazu" (San Fernando) (1907)
- Parroquia de "San Francisco Solano" (Bella Vista) (1906)
- Parroquia Nuestra Señora del Valle[8]
- Parroquia San Martín de Tours[8]
- Capilla Inmaculada Concepción, Instituto Saturnino Unzué, Mar del Plata (1906)
- Estancia San Ramón (Azul)
- Estancia Acelain (Tandil)[8]
- Fortín Mercedes
- Santuario Nacional de María Auxiliadora (Pedro Luro)[8]

Provincia de Santa Fe
- Santuario de Nuestra Señora de los Milagros (1886)[8]

### Francia
- Bonsecours: Basílica de Nuestra Señora
- Caen: Iglesia de San Esteban de la antigua abadía de los hombres
- Carcasona: Iglesia de San Miguel,
- Épernay: Iglesia de San Pedro y San Pablo
- Lyon: Iglesia de San Francisco de Sales
- Perpiñán: Catedral
- Ruan: Iglesia abacial de Saint-Ouen
- Saint-Denis: Basílica de Saint-Denis
- Toulouse: Basílica de San Sernín
- Trouville-sur-Mer: Iglesia de Notre-Dame des Victoires

París
- Iglesia de la Madeleine
- Iglesia de Notre-Dame-de-la-Croix
- Iglesia de Saint-Jean-de-Montmartre (traído de la École Sacré-Cœur de la Ferrandière, Lyon)
- Iglesia de San Sulpicio
- Iglesia de la Sainte-Trinité
- Iglesia de San Roque
- Basílica de Santa Clotilde (ampliamente modificado)
- Órgano de la capilla Val-de-Grâce

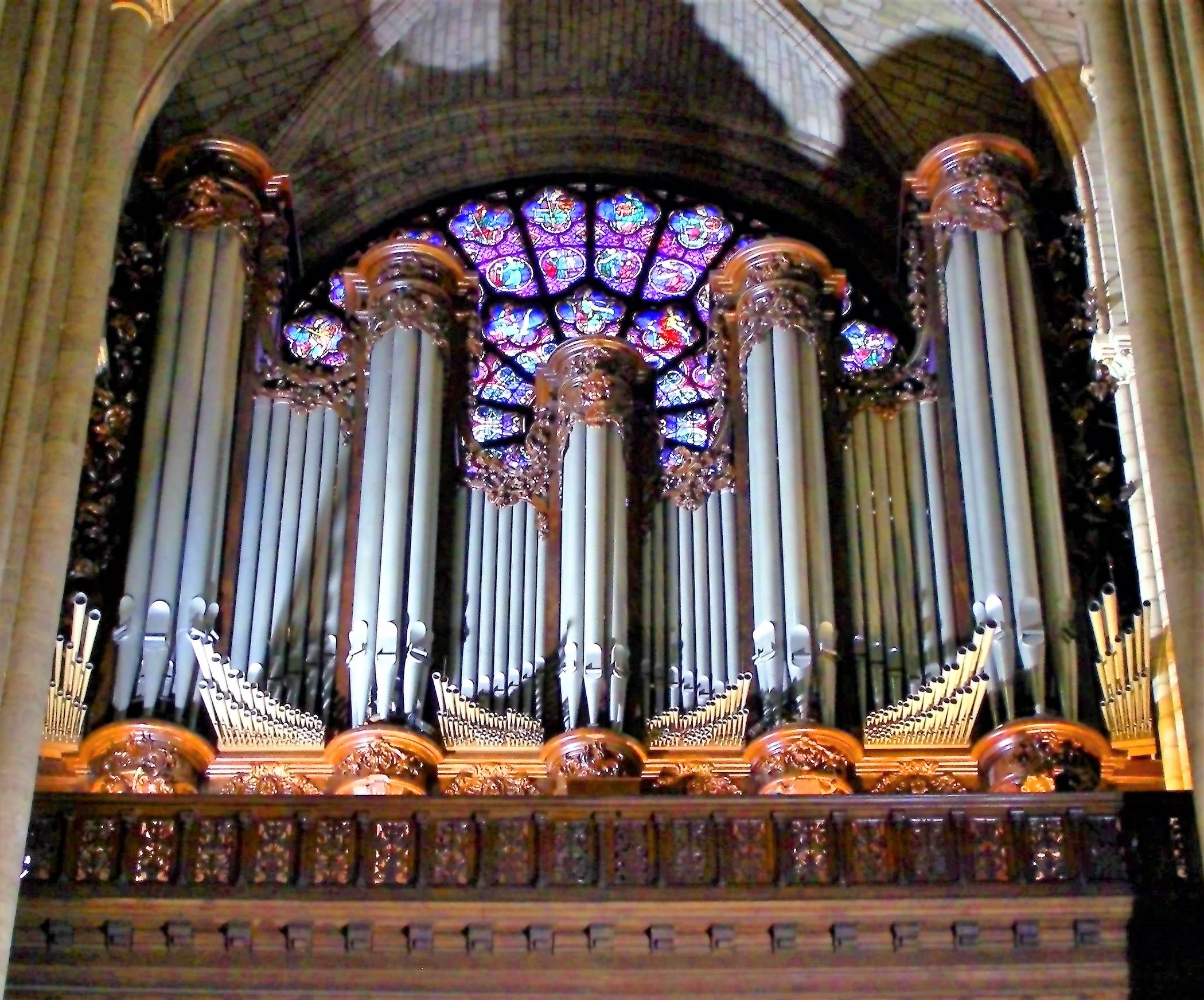
Órgano de la catedral Notre Dame de París, 1868.

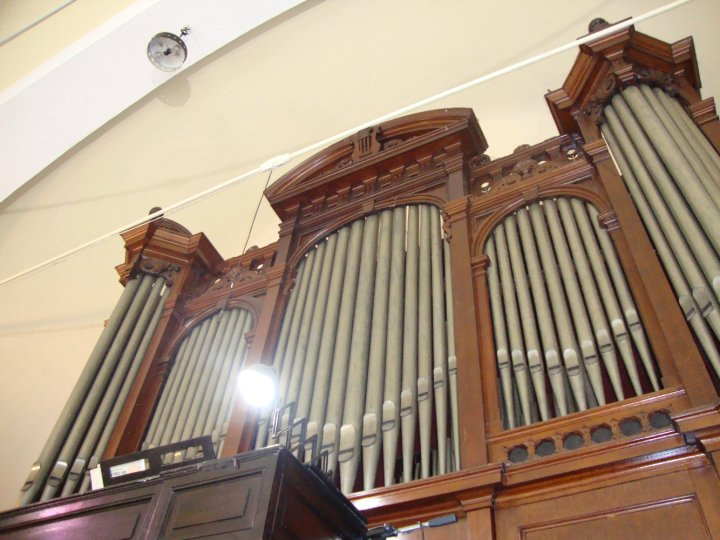
Órgano Cavaillé-Coll de la Basílica Santa Teresa de Caracas, Venezuela.

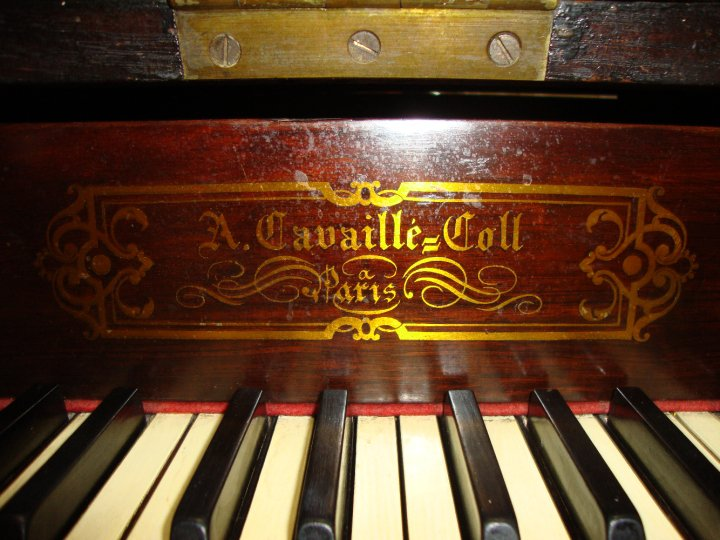
Inscripciones que Aristide Cavaillé-Coll le coloco a todos sus órganos.

- Capilla de San Vicente de Paúl

### Reino Unido
- Warrington: Parr Hall (Inglaterra)
- Saint Michael's Abbey, Farnborough
- Paisley: Paisley Abbey (Escocia)
- Manchester Town Hall

### España
- Alegría de Oria: San Juan
- Azcoitia: Iglesia de Santa María la Real
- Azpeitia: Basílica de Loyola
- Bilbao: Iglesia de San Antón
- Bilbao: Basílica de Begoña
- Burgos: Iglesia de la Merced
- Burgos: Iglesia de Las Salesas
- Granada: Capilla Real
- Guetaria: Iglesia de San Salvador
- Irún: Iglesia de Santa María del Juncal
- Lequeitio: Basílica de la Asunción de Nuestra Señora - construido en 1854, este órgano fue el primero que el fabricante vendió en España.
- Madrid: Real Basílica de San Francisco el Grande
- Madrid: Iglesia de Santa Cruz
- Motrico: Iglesia del convento de Santa Catalina
- Maya (Navarra) (Valle del Baztán): Iglesia Nuestra Señora de la Asunción.
- Oyarzun (Guipúzcoa): San Esteban
- Pasajes (Guipúzcoa) : Iglesia parroquial de San Pedro
- San Sebastián: Iglesia de la Residencia de Zorroaga
- San Sebastián: Iglesia de San Marcial (Altza)
- San Sebastián: Basílica de Santa María del Coro
- San Sebastián: Iglesia del Convento de Santa Teresa
- San Sebastián: Iglesia de San Vicente
- Sevilla: Oratorio de la Santa Escuela de Cristo (Procedente de la Abadía Benedictina de Kergonan)
- Usúrbil: Iglesia de San Salvador Usúrbil
- Urnieta: San Miguel
- Valmaseda (Vizcaya): Iglesia de San Severino
- Vidania (Bidegoyan), San Bartolomé
- Vitoria: Iglesia del Carmen

### Venezuela
- Iglesia de San Francisco (Caracas)
- Basílica de Santa Teresa (Caracas)
- Iglesia Parroquial de San José (Caracas)
- Iglesia de La Encarnación (Caracas)
- Parroquia Altagracia (Caracas)
- Catedral de Nuestra Señora de la Asunción y San Felipe Neri (Los Teques) (Construido en Caracas en 1893, trasladado a Los Teques en 1967).

### Chile
- Templo de la Preciosa Sangre, declarado Monumento Nacional (Santiago)
- Iglesia de los Sagrados Corazones, declarado Monumento Nacional (Valparaíso)
- Parroquia Virgen Medianera, Cartagena
- Convento del Buen Pastor, declarado Monumento Nacional (San Felipe)
- Convento del Buen Pastor, declarado Monumento Nacional (Santiago)
- Santuario Nuestra Señora de Lo Vásquez, declarado Monumento Nacional (Casablanca)
- Iglesia de los Padres Capuchinos, declarado Monumento Nacional (Santiago)

### En otros lugares
- Colombia, Santa Rosa de Osos: Catedral de Santa Rosa de Osos , Yolombó Antioquia: Parroquia San Lorenzo de Yolombó.
- Campinas, Brasil: Catedral metropolitana de Campinas
- Copenhague, Dinamarca: Jesuskirken
- Conservatorio de Moscú, Rusia (instalado por Charles Mutin)
- Filarmónica de Haarlem, Países Bajos
- Mazatlán, México: Catedral Basílica de la Inmaculada Concepción
- Fuji, Japón: Haus Sonnenschein
- Parroquia Inmaculada Concepción, Heredia, Costa Rica
- Parroquia Nuestra Señora de la Soledad, San José, Costa Rica

## Asteroide
El apellido Cavaillé-Coll se ha utilizado para nombrar el asteroide (5184) Cavaillé-Coll.